# Finnbrink
Finnbrink var ett torp under Oxelby gård i Salems socken i Stockholms län.
Torpet är känt sedan tidigt 1700-tal. När pesten härjade i Salem år 1710, dog det nio personer i torpet.
Inhysesänkan Brita Stina Nyström (född 1800) var sannolikt den sista som hade sin permanenta bostad i Finnbrink. År 1863 lämnade hon torpet och flyttade vidare till Oxelby.
I början av 1900-talet breddades och rätades riksvägen mellan Stockholm och Södertälje. I samband med vägarbetet revs torpet med sina ekonomibyggnader. 
Salems hembygdsförening har satt upp en torpskylt som markerar torpets läge.